# Soteapan
Soteapan es una localidad del estado mexicano de Veracruz. Es cabecera del municipio de Soteapan.

## Demografía
| Censo | Población |
| ----- | --------- |
| 1900  | 737       |
| 1910  | 3569      |
| 1921  | 611       |
| 1930  | 580       |
| 1940  | 1468      |
| 1950  | 1965      |
| 1960  | 1657      |
| 1970  | 1744      |
| 1980  | 1559      |
| 1990  | 3115      |
| 1995  | 3674      |
| 2000  | 4052      |
| 2005  | 4237      |
| 2010  | 5118      |
| 2020  | 5285      |